# 變形金剛 (電視動畫)
《變形金剛》（英語：The Transformers）是一部機器人超級英雄電視動畫，最初於1984年9月17日至1987年11月11日播放。該作為美國玩具製造商孩之寶與日本玩具製造商特佳麗合作的同名玩具的首部電視動畫作品，故事主要描述轉變為車輛和其他物體的機器人間的爭鬥。
該作由太陽弓製作和漫威製片公司合力製作並以首播聯賣的方式發行；其動畫製作主要由日本的东映动画完成，在第一季製作16集、第二季製作39集、第三季製作13集，1986年電影版和1984年~1990年美版玩具廣告中的動畫，第二季製作10集、第3季製作17集、第四季製作3集動畫。在第二季和第三季之間，還推出了由東映動畫作畫的大電影《變形金剛大電影》作為兩季之間的過渡劇情。
該作也被稱為「Generation 1」，這個詞最初是由粉絲所創造，直到續作《變形金剛：第二世代》時才被官方使用。

## 集數
| 季數   | 集數   | 播映時間 | 備註               |
| ------ | ------ | -------- | ------------------ |
| 一     | 16     | 待補     |                    |
| 二     | 49     | 待補     |                    |
| 不適用 | 大電影 | 1984年   |                    |
| 三     | 30     | 待補     |                    |
| 四     | 3      | 待補     | 加上副標題《重生》 |

## 日語版
在日本，該作前兩季名為《戦え！超ロボット生命体トランスフォーマー》，後於第三季時更名為《トランスフォーマー2010》，於日本電視台播放。與美國原版相比，在翻譯上將部分名稱做改變如Optimus Prime譯為「コンボイ」，同時在配音上將許多原版並無台詞的場面都加入台詞跟呼喊聲，並導入頻繁說明跟實況劇情的旁白(由政宗一成擔任)，與原版相比氣氛更加熱鬧多。在第三季結束後，日方不打算引進第四季「重生」，而是製作了一系列新的動畫系列來延續故事——1987年的《變形金剛：頭領戰士》、1988年的《變形金剛：超神 Master Force》和1989年的《變形金剛Ｖ》，之後於1989年發行了單集OVA《變形金剛Z》。

## 外部連結
- 互联网电影数据库（IMDb）上《The Transformers》的资料（英文）
- 大卡通上《Transformers》的資料
- Metrodome's Transformers DVD homepage（页面存档备份，存于）